# آدام چنگ
آدام چنگ (انگلیسی: Adam Cheng؛ زادهٔ ۲۴ فوریهٔ ۱۹۴۷) خواننده کانتوپاپ و بازیگر اهل هنگ کنگ است.
از فیلم‌ها یا برنامه‌های تلویزیونی که وی در آن نقش داشته‌است، می‌توان به افسانه، افسانه ۲ و نجات ژنرال یانگ اشاره کرد.